# Karandach
Ne doit pas être confondu avec Caran d'Ache.
Pour les articles homonymes, voir Roumiantsev.
Karandach (en russe : Каранда́ш), nom d'artiste de Mikhail Nikolaïevitch Roumiantsev (en russe : Михаи́л Никола́евич Румя́нцев), est un célèbre clown russe, né le 10 décembre 1901 à Saint-Pétersbourg, mort le 31 mars 1983. En russe, le mot karandach (russe : Каранда́ш) signifie « crayon ». Il est le professeur des célèbres clowns Oleg Popov, Youri Nikouline et Mikhaïl Chouïdine. Le titre honorifique d'artiste du peuple de l'URSS lui est attribué en 1969.

## Parcours
En 1914, Karandach suit une formation à l'école de dessin et d'artisanat de la Société impériale d'encouragement des beaux-arts à Saint-Pétersbourg. En 1922, il s'installe à Staritsa où il gagne sa vie en dessinant les affiches pour le théâtre de la ville. En 1925, il part à Tver, avec son théâtre et y reste finalement. Un an plus tard, il décide de devenir artiste, déménage à Moscou et intègre l'école de cirque.
En 1928, il commence à se produire. Habillé d'un complet et d’un chapeau noir, il impose un nouveau modèle de clown, solitaire, naïf et rusé inspiré de Charlot de Charlie Chaplin. Progressivement il apporte les touches personnelles à son personnage. 
En 1930, il sort de la promotion de l’École nationale du cirque et de l'art de la scène de Moscou. Il commence à se produire dans les cirques de Smolensk, Kazan, Stalingrad, puis, à partir de 1935 au Grand cirque national de Saint-Pétersbourg.
En 1936, il est invité à intégrer la troupe du Cirque de Moscou du boulevard Tsvetnoï. À la même époque il se fait accompagner sur scène d'un chien, un scottish terrier du nom Kliaksa (en russe : « Tache d'encre »). C'est un nouveau genre de comique, l'auguste soviétique. Son pseudonyme s'écrit d'abord à la française Caran d'Ache pour se simplifier au fil du temps également.
À partir des années 1940, il commence à enrôler dans ses numéros quelques-uns de ses élèves, parmi lesquels Youri Nikouline. La carrière de Karandach durera près de 50 ans. C'est le premier clown soviétique dont la popularité avait dépassé les frontières du pays. Il s'est fait connaitre en Finlande, en France, en RDA, en Italie, en Angleterre, au Brésil et ailleurs. Il monte sur scène pour la dernière fois deux semaines avant son décès. 
L'artiste est inhumé au Cimetière de Kountsevo de Moscou. L'École nationale du cirque et de l'art de la scène porte son nom depuis 1987.

## Distinctions
- Artiste émérite de la RSS de Russie : 1939
- Ordre du Drapeau rouge du Travail : 1939, 1971
- Artiste du Peuple de la RSS de Russie : 1958
- Artiste du peuple de l'URSS : 1969
- Ordre de Lénine : 1979
- Héros du travail socialiste : 1979

## Dans la culture
Karandach apparait dans l'un des épisodes des Aventures de Denis de Viktor Dragounski.